# Euxootera abyssinica
Euxootera abyssinica là một loài bướm đêm trong họ Noctuidae.